# Бучанская улица (Киев)
Буча́нская у́лица (укр. Буча́нська ву́лиця) — улица в Святошинском районе города Киева, в местности Беличи. Пролегает от Осенней улицы до улицы Академика Булаховского.
К Бучанской улице примыкают улицы Маршака, Патриарха Владимира Романюка и Раисы Букиной.

## История
Улица возникла в XIX веке. До 1955 года имела название улица Михаила Коцюбинского (теперь это наименование имеет улица в Шевченковском районе). Современное название — с 1955 года, от города Буча Киевской области. Однако по состоянию на 2011 год большинство адресных табличек осталось со старым наименованием улицы.